# Tapura peruviana
Tapura peruviana är en tvåhjärtbladig växtart som beskrevs av Kurt Krause. Tapura peruviana ingår i släktet Tapura och familjen Dichapetalaceae. Utöver nominatformen finns också underarten T. p. petioliflora.